# Кавказки саламандър
Кавказкият саламандър (Mertensiella caucasica) е вид земноводно от семейство Саламандрови (Salamandridae). Видът е световно застрашен, със статут Уязвим.